# Longidorus nudus
Longidorus nudus är en rundmaskart. Longidorus nudus ingår i släktet Longidorus och familjen Longidoridae. Inga underarter finns listade i Catalogue of Life.